# Mezinárodní den štěstí
Mezinárodní den štěstí se slaví po celém světě 20. března. Byl založen Valným shromážděním Organizace spojených národů dne 28. června 2012.
Cílem Mezinárodního dne štěstí je přimět lidi na celém světě, aby si uvědomili důležitost štěstí ve svém životě.

## Historie
V roce 2011 navrhl Jayme Illien myšlenku Mezinárodního dne štěstí na Valném shromáždění Organizace spojených národů.